# 1991年の日本の女性史
1991年の日本の女性史（1991ねんのにほんのじょせいし）は、1991年（平成3年）の日本における女性に関するできごとを時系列的に挙げる。
本項目は歴史研究としての女性史ではなく、日本における女性に関するできごとをある体系に基づいて述べようとするものではない。
- 1月2日 日本人初の国連難民高等弁務官に緒方貞子
- 1月19日 田部井淳子、南極大陸最高峰ヴィンソン・マシフ登頂に成功、女性の6大陸最高峰制覇は世界初
翌年、ヨーロッパ大陸の最高峰エルブルス山登頂で7大陸最高峰登頂者となった。
- 2月- 女優樋口可南子のヘアヌード写真集発売、事実上の「ヘア解禁」へ
- 4月21日 全国の市町村選挙、兵庫県芦屋で初の女性市長北村春江（無所属）当選
- 5月15日 育児休業法成立、翌1992年4月施行
従業員から休業請求を使用者は拒否できず、育児休業取得を理由とする不利益待遇も許されないことが明文化された。
- 5月- 婦人問題企画推進本部「西暦2000年に向けての新国内行動計画（第一次改定）」を決定、男女共同参画社会を提唱
- 5月- 芝浦に日本初の外資系ディスコジュリアナ東京オープン。1.3メートル高のお立ち台が人気、人目を惹くボディコン・Ｔバックのギャルを生み出す。
- 7月2日 厚生省、妊娠検査薬を一般用医薬品として認可
- 8月15日 宮城県の病院で凍結卵子の体外受精成功、国内初、92年4月出産
- 8月- 元慰安婦金学順68歳、被害者として初めて名乗りをあげる。
- 10月- 全国で初めて女性の暴走族Gメン（指定交通捜査員）誕生、千葉県警察の婦人警官渡辺恵美子20歳
- 11月26日 東京で従軍慰安婦問題ウリヨソンネットワーク発足
- 12月6日 太平洋戦争中に日本軍の従軍慰安婦や軍人・軍属等に強制徴用された韓国人とその家族35人が日本政府を相手に、総額7億円を求める訴えを起こす。
- 12月13日 熊本の女性市議、セクハラ嫌疑県議を刑事告訴

## この年
- 総理府「女性に関する世論調査」、性別役割分担に否定的な男女約4割、夫婦別姓選択制に賛成約3割、どちらも前回調査より増加
- 労働省「女子雇用者管理基本調査・女子労働者実態調査」、男女雇用機会均等法施行後も変化なし4割、定年前退職慣行あり5割
- 労働省「育児に関する女性労働者のニーズ調査」、育児休業制度のある企業での実際の取得者は出産経験者の60%
- 4年制大学卒女性の就職率、初めて男性を上回る。
- 首都圏の女性の1ヶ月の小遣い、専業主婦1万5000円、独身OL5万7000円